# Granada nos Jogos Pan-Americanos de 2007
Granada competiu nos Jogos Pan-Americanos de 2007 no Rio de Janeiro, no Brasil. A delegação conquistou uma única medalha nos Jogos com Sherry Fletcher na prova dos 200 metros rasos do atletismo.

## Medalhas

### Bronze
Atletismo - 200 metros feminino
- Sherry Fletcher

## Desempenho

### Atletismo
100 metros feminino
- Sherry Fletcher - Série 4: 11s18, Semifinal 1: 11s20, Final: 11s36 → 5º lugar

200 metros feminino
- Sherry Fletcher - Série 1: 23s14, Semifinal 1: 22s86, Final: 22s96 →  Bronze

400 metros feminino
- Hazel Ann Regis - Semifinal 2: 54s75 → eliminada

400 metros masculino
- Alleyne Francique - Série 3: 46s05, Semifinal 2: 45s57, Final: 45s49 → 5º lugar

Salto triplo masculino
- Randy Lewis - Final: 16,42 m → 7º lugar